# Zenon, bizantski car
Zenon (lat. Flavius Zeno Augustus, starogrč. Ζήνων) (Rusumblada, Izaurija, o. 425. – Carigrad, 9. travnja 491.), bizantski car u razdoblju 474. – 475. i 476. – 491. godine. Vladao je u trenutku propasti Zapadnog Rimskog Carstva i doprinio je stabilizaciji i opstanku istočnog dijela rimske države.

## Životopis

### Prva vladavina 474. – 475.
Bio je podrijetlom iz pokrajine Izaurije i vođa maloazijskog ratničkog plemena Izaurijaca, a pravo mu je ime bilo Tarasiskodisa Rousombladadiotes. Godine 466. otkrio je zavjeru Ardabura, sina vojnog zapovjednika Aspara, podrijetlom Alana, koji je imao presudan utjecaj u vojsci i na carskom dvoru. Iskoristio je pobunu germanskih vojnika kako bi umanjio germanski utjecaj u Bizantu te je naposljetku 471. godine porazio i ubio Aspara. Nakon toga vjenčao se s Arijadnom, najstarijom kćerkom bizantskog cara Leona I. te je promijenio ime u Zenon. Njihov sin Leon II. je kratko vrijeme vladao s djedom, carem Leonom I., a nakon što je stari car umro, Zenon je zavladao kao suvladar svog sina. Kada je Leon II. umro 474. godine, Zenon je zavladao sam.
Nakon što je ojačao carski autoritet prema Crkvi i zadao konačan udarac germanskom utjecaju na istoku Carstva, pokušao je intervenirati u događaje u zapadnoj polovici Carstva koje se ubrzano urušavalo pod naletom barbarskih došljaka. Tamo je, dok je još bio na dužnosti magister milituma, postavio za cara Antemija kojeg je priznao zapadni magister militum Ricimer. Nakon toga je Zenonov tast Leon I. postavio za cara 474. godine Julija Nepota kojeg je nakon Leonove smrti priznao i Zenon. Novi je car već 475. godine protjeran u Dalmaciju, no Zenon ga je i dalje priznavao sve do Nepotova ubojstva 480. godine u Saloni. Car je imao previše problema na istoku, pa se nije dalje mogao posvetiti prilikama na zapadu. Na Balkanu je došlo do sukoba između Ostrogota kojima je na čelu bio kralj Teodorik Amalijac i onih predvođenih Teodorikom Strabonom oko kojega su se okupili Germani koji su preživjeli Aapraovu pogiblju. Sukob je izazvao car Zenon, no kada je Teodorik Amalijac pobijedio i sjedinio Ostrogote pod svojom vlašću postao je preopasan. Zato ga je car poslao u Italiju protiv Odoakra, koji je 476. godine svrgnuo posljednjeg zapadnorimskog cara Romula Augustula i sam preuzeo vlast. Tako se Istočno Carstvo riješilo barbara.
Zenon je bio nepopularan zbog svog izaurijskog podrijetla, ali i zbog financijskih poteškoća. Financijski problemi su bili posljedica propalog pohoda cara Leona I. protiv Vandala. Zbog toga je Zenon odlučio prodavati državne službe, a taj njegov korak nije se svidio aristokraciji. Godine 475. je otkrio urotu udovice cara Leona I. Verine i njenog brata Baziliska, koju su poduprli Izaurijac Ilo i Got Teodorik Strabon. Urotnike su bili podupirali monofiziti. Zenon je saznavši za urotu pobjegao iz Carigrada, a Bazilisk je proglašen carem. Zenon je pobjegao u Izauriju, a novi je car poslao vojvodu Ila da ga uhvati, no kada car nije održao svoja obećanja, Ilo je prešao na Zenonovu stranu i pomogao mu da se vrati na vlast.

### Druga vladavina 476. – 491.
Carica udovica Verina je bila bijesna na Ila jer je izdao njenog brata pa ga je dala ubiti, no pokušaj je propao. Nato je Zenon dao uhititi svoju punicu i zatočio je u Izauriji, no ona je i iz zatvora nastavila spletkariti. Nagovorila je svog drugog zeta Marcijana na pobunu protiv cara, a podršku mu je pružio i Got Teodorik Strabon. Vojvoda Ilo je pobunu brzo ugušio 479. godine. Carica Arijadna, Verinina kći i Zenonova supruga je željela osloboditi majku iz zatvora, pa je i ona bezuspješno dala ubiti Ila. Zbog toga je car odlučio ukloniti vojvodu iz glavnog grada. Unaprijedio ga je u glavnog zapovjednika vojske na istoku i poslao ga u Antiohiju. Godine 481. umro je Teodorik Strabon, dok je 488. godine bizantska vojska prisilila Teodorika Amalijca na povlačenje prema Zapadu, čime se Bizantsko Carstvo riješilo germanske opasnosti.
Bizant su tada potresali vjerski sukobi monofizita i pristaša pravovjerja. Želeći stati na kraj sukobima car je izdao Henotikon (grč. unija), kojim je htio pronaći kompromisno rješenje za obje strane. No umjesto toga došlo je do crkvenog raskola poznatog kao Akacijeva šizma, jer je papa Feliks III. nezadovoljan što je carigradski patrijarh Akacije prihvatio Henotikon, izdao bulu o njegovu izopćenju iz Crkve.
Ilo je 483. godine zatočio carevog brata Longina, pa ga je car otpustio i protiv njega poslao vojsku na čelu koje je bio Izaurijac Leontije. No Ilo je nagovorio Leontija neka prijeđe na njegovu stranu, a 19. srpnja 484. ga je u Tarzu proglasio carem. Na stranu pobunjenika stala je i carica udovica Verina. No car je poslao generala Ivana Skita, koji je kod Antiohije potukao pobunjenike, pa su se oni sklonili u jednu utvrdu u Izauriji. U prvoj godini opsade umrla je Verina, a utvrda je na kraju 488. pala izdajom.  Ilo i Leontije su zarobljeni i pogubljeni.
Godine 491. umro je car Zenon, a da nije odredio nasljednika te je izbor pao na starijeg dvorskog činovnika Anastazija (491. – 518.).